# Казахстан на літніх Олімпійських іграх 2012
Казахстан на літніх Олімпійських іграх 2012 представляли 115 спортсменів у 20 видах спорту.

## Медалі
| Медаль | Володар              | Вид спорту             | Дисципліна                          | Дата       |
| ------ | -------------------- | ---------------------- | ----------------------------------- | ---------- |
| Золото | Олександр Винокуров  | Велоспорт              | групова шосейна гонка, чоловіки     | 28.07.2012 |
| Золото | Ольга Рипакова       | Легка атлетика         | Жінки, потрійний стрибок            | 05.08.2012 |
| Золото | Серік Сапієв         | Бокс                   | Чоловіки, до 69 кг                  | 12.08.2012 |
| Срібло | Адільбек Ніязимбетов | Бокс                   | чоловіки, легка важка вага          | 12.08.2012 |
| Бронза | Даніял Гаджієв       | Греко-римська боротьба | Чоловіки, до 84 кг                  | 06.08.2012 |
| Бронза | Марина Вольнова      | Бокс                   | Жінки, до 75 кг                     | 08.08.2012 |
| Бронза | Гюзель Манюрова      | Боротьба               | жінки, вільна боротьба до 72 кг     | 09.08.2012 |
| Бронза | Іван Дичко           | Бокс                   | чоловіки, надважка категорія        | 10.08.2012 |
| Бронза | Акжурек Танатаров    | Боротьба               | вільна боротьба, чоловіки, до 66 кг | 12.08.2012 |

## Академічне веслування
Чоловіки
| Спортсмени        | Дисципліна | Відбіркові заїзди | Відбіркові заїзди | Втішний заїзд | Втішний заїзд | Чвертьфінали | Чвертьфінали | Півфінали | Півфінали | Фінал   | Фінал |
| Спортсмени        | Дисципліна | Час               | Місце             | Час           | Місце         | Час          | Місце        | Час       | Місце     | Час     | Місце |
| ----------------- | ---------- | ----------------- | ----------------- | ------------- | ------------- | ------------ | ------------ | --------- | --------- | ------- | ----- |
| Владислав Яковлєв | Одиночки   | 7:16.34           | 5                 | 7:22.00       | 5             | Н/Д          | Н/Д          | 7:33.29   | 2         | 7:36.14 | 28    |

Жінки
| Спортсмени          | Дисципліна | Відбіркові заїзди | Відбіркові заїзди | Втішний заїзд | Втішний заїзд | Чвертьфінали | Чвертьфінали | Півфінали | Півфінали | Фінал   | Фінал |
| Спортсмени          | Дисципліна | Час               | Місце             | Час           | Місце         | Час          | Місце        | Час       | Місце     | Час     | Місце |
| ------------------- | ---------- | ----------------- | ----------------- | ------------- | ------------- | ------------ | ------------ | --------- | --------- | ------- | ----- |
| Світлана Германовіч | Одиночки   | 8:01.94           | 5                 | 7:53.63       | 3             | Н/Д          | Н/Д          | Н/Д       | Н/Д       | 8:37.08 | 25    |